# Somatina scenica
Somatina scenica là một loài bướm đêm trong họ Geometridae.